# Maria Teresa di Borbone-Due Sicilie (imperatrice)
Maria Teresa Carolina Giuseppina di Borbone-Due Sicilie (Napoli, 6 giugno 1772 – Vienna, 13 aprile 1807), figlia primogenita di Ferdinando I delle Due Sicilie e dell'arciduchessa Maria Carolina d'Austria, fu l'ultima imperatrice del Sacro Romano Impero e la prima imperatrice d'Austria.

## Biografia

### Infanzia

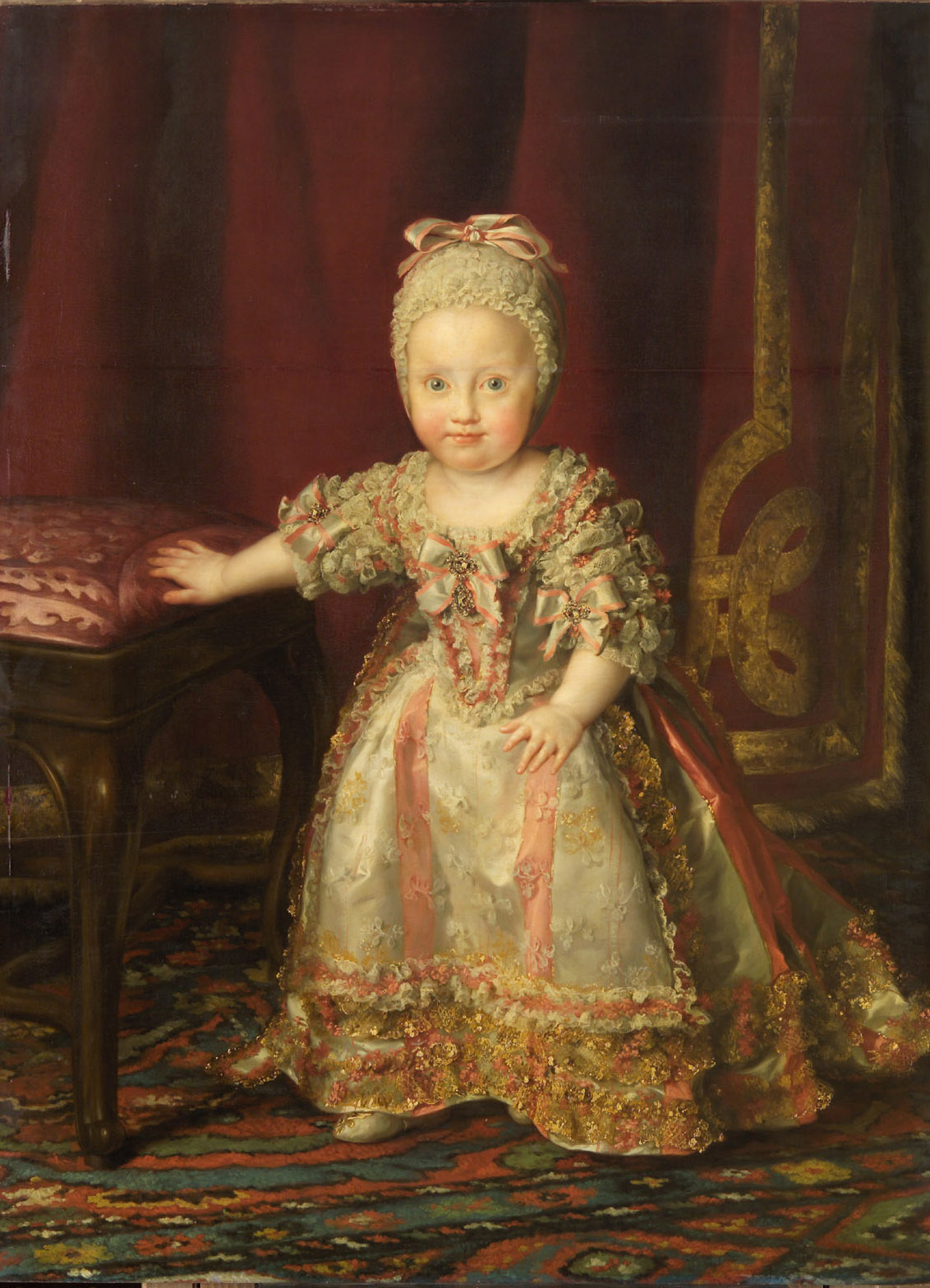
Ritratto di Maria Teresa di Borbone-Napoli da bambina, di Anton Raphael Mengs, 1773

Nata Maria Teresa in onore di sua nonna materna, l'imperatrice Maria Teresa d'Austria, era la maggiore dei diciotto figli del re e della regina di Napoli e di Sicilia Ferdinando I delle Due Sicilie e Maria Carolina d'Asburgo-Lorena.
Suo padre era figlio di Carlo III di Spagna e della principessa sassone Maria Amalia di Sassonia. Sua madre era sorella della regina Maria Antonietta di Francia e suo padre era fratello di Maria Luisa di Spagna, granduchessa di Toscana e poi imperatrice d'Austria, e di Carlo IV di Spagna.

### Matrimonio
Il 15 agosto 1790 sposò a Napoli il suo doppio cugino primo, l'arciduca Francesco d'Austria, che divenne successivamente imperatore del Sacro Romano Impero con il nome di Francesco II (1792) e quindi imperatore d'Austria con il nome di Francesco I (1804).
Il matrimonio fu felice, nonostante Francesco e Maria Teresa avessero caratteri diversi. Maria Teresa viene descritta come una persona calma e con un'apparenza sensuale. Amava le feste in maschera ed il Carnevale e partecipava ai balli anche se era incinta. Ebbe una certa influenza sul marito, così come interesse nella politica. Diede consigli al marito e si ritiene sia la responsabile del licenziamento del barone Johann Baptist von Schloißnigg e del conte Franz Colloredo. Fu anche critica nei confronti di Napoleone e spinse il marito in guerra contro la Francia.
Importante patrona della vita musicale viennese, commissionò una grande quantità di musica per usi ufficiali e privati. Joseph Haydn scrisse il suo Te Deum su sua richiesta e compose anche numerose messe per celebrare il suo governo. I suoi compositori preferiti includevano Pavel Wranitzky (sinfonie) e Joseph Leopold Eybler (composizioni sacre). 

### Morte
Nell'inverno del 1806, Maria Teresa (incinta del suo dodicesimo figlio) contrasse una pleurite tubercolare, che il medico di corte Andreas Joseph von Stifft decise di curare con numerosi salassi. Invece di migliorarne la salute, la indebolirono e la portarono a un parto prematuro. Il 13 aprile 1807 Maria Teresa diede alla luce una bambina che le sopravvisse pochi giorni, morendo lei stessa a causa delle complicazioni post partum. Il suo corpo fu seppellito nella Cripta Imperiale, il suo cuore nella Herzgruft e le sue viscere nella cripta ducale della cattedrale di Santo Stefano.

## Discendenza

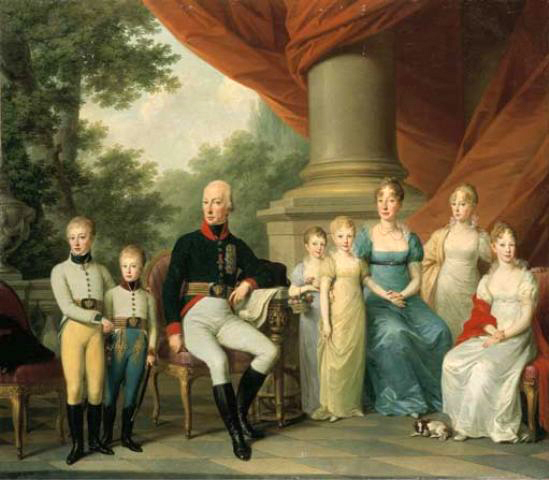
Maria Teresa di Borbone-Napoli e la sua famiglia

Maria Teresa e Francesco ebbero dodici figli:
- Maria Luisa (1791-1847), che sposò nel 1810 Napoleone Bonaparte, imperatrice di Francia fino al 1815 e poi duchessa di Parma, Piacenza e Guastalla; dopo la morte del Bonaparte, sposò nel 1821 in seconde nozze il conte Adam Albert von Neipperg e successivamente, dopo la morte di quest'ultimo, sposò nel 1834 il conte Charles-René de Bombelles;
- Ferdinando I d'Austria (1793-1875), successore di suo padre al trono austriaco; sposò Maria Anna di Savoia;
- Carolina Leopoldina (1794-1795);
- Carolina Ludovica (1795-1799);
- Maria Leopoldina (1797-1826), che sposò nel 1817 Pietro I del Brasile;
- Giuseppe Francesco Leopoldo (1799-1807);
- Maria Clementina (1798-1881), che sposò nel 1818 suo zio Leopoldo di Borbone-Due Sicilie, principe di Salerno;
- Maria Carolina (1801-1832), che sposò nel 1819 l'erede al trono e poi re Federico Augusto II di Sassonia;
- Francesco Carlo (1802-1878), che sposò Sofia di Baviera dalla quale ebbe, fra gli altri, due figli divenuti poi imperatori: Francesco Giuseppe, imperatore d'Austria, e Massimiliano d'Asburgo, imperatore del Messico;
- Maria Anna (1804-1858);
- Giovanni Nepomuceno (1804-1809);
- Amalia Teresa (1807).

## Ascendenza
|                                  |                    |                                               | Genitori                                     |  |  | Nonni |  |  | Bisnonni            |  |  | Trisnonni              |  |
|                                  |                    |                                               |                                              |  |  |       |  |  | Filippo V di Spagna |  |  | Luigi, il Gran Delfino |  |
|                                  |                    |                                               |                                              |  |  |       |  |  | Filippo V di Spagna |  |  | Luigi, il Gran Delfino |  |
|                                  |                    | Maria Anna Vittoria di Baviera                |                                              |  |  |       |  |  | Filippo V di Spagna |  |  |                        |  |
| Carlo III di Spagna              |                    |                                               |                                              |  |  |       |  |  | Filippo V di Spagna |  |  |                        |  |
|                                  |                    | Elisabetta Farnese                            | Odoardo II Farnese                           |  |  |       |  |  |                     |  |  |                        |  |
|                                  |                    | Elisabetta Farnese                            | Odoardo II Farnese                           |  |  |       |  |  |                     |  |  |                        |  |
|                                  |                    | Elisabetta Farnese                            | Dorotea Sofia di Neuburg                     |  |  |       |  |  |                     |  |  |                        |  |
| Ferdinando I delle Due Sicilie   |                    | Elisabetta Farnese                            |                                              |  |  |       |  |  |                     |  |  |                        |  |
|                                  |                    | Augusto III di Polonia                        | Augusto II di Polonia                        |  |  |       |  |  |                     |  |  |                        |  |
|                                  |                    | Augusto III di Polonia                        | Augusto II di Polonia                        |  |  |       |  |  |                     |  |  |                        |  |
|                                  |                    | Augusto III di Polonia                        | Cristiana Eberardina di Brandeburgo-Bayreuth |  |  |       |  |  |                     |  |  |                        |  |
| Maria Amalia di Sassonia         |                    | Augusto III di Polonia                        |                                              |  |  |       |  |  |                     |  |  |                        |  |
|                                  |                    | Maria Giuseppa d'Austria                      | Giuseppe I d'Asburgo                         |  |  |       |  |  |                     |  |  |                        |  |
|                                  |                    | Maria Giuseppa d'Austria                      | Giuseppe I d'Asburgo                         |  |  |       |  |  |                     |  |  |                        |  |
|                                  |                    | Maria Giuseppa d'Austria                      | Guglielmina Amalia di Brunswick-Lüneburg     |  |  |       |  |  |                     |  |  |                        |  |
| Maria Teresa di Napoli e Sicilia |                    | Maria Giuseppa d'Austria                      |                                              |  |  |       |  |  |                     |  |  |                        |  |
|                                  | Leopoldo di Lorena | Carlo V di Lorena                             |                                              |  |  |       |  |  |                     |  |  |                        |  |
|                                  | Leopoldo di Lorena | Carlo V di Lorena                             |                                              |  |  |       |  |  |                     |  |  |                        |  |
|                                  | Leopoldo di Lorena | Eleonora Maria Giuseppina d'Austria           |                                              |  |  |       |  |  |                     |  |  |                        |  |
| Francesco I di Lorena            | Leopoldo di Lorena |                                               |                                              |  |  |       |  |  |                     |  |  |                        |  |
|                                  |                    | Elisabetta Carlotta di Borbone-Orléans        | Filippo I di Borbone-Orléans                 |  |  |       |  |  |                     |  |  |                        |  |
|                                  |                    | Elisabetta Carlotta di Borbone-Orléans        | Filippo I di Borbone-Orléans                 |  |  |       |  |  |                     |  |  |                        |  |
|                                  |                    | Elisabetta Carlotta di Borbone-Orléans        | Elisabetta Carlotta del Palatinato           |  |  |       |  |  |                     |  |  |                        |  |
| Maria Carolina d'Asburgo-Lorena  |                    | Elisabetta Carlotta di Borbone-Orléans        |                                              |  |  |       |  |  |                     |  |  |                        |  |
|                                  |                    | Carlo VI d'Asburgo                            | Leopoldo I d'Asburgo                         |  |  |       |  |  |                     |  |  |                        |  |
|                                  |                    | Carlo VI d'Asburgo                            | Leopoldo I d'Asburgo                         |  |  |       |  |  |                     |  |  |                        |  |
|                                  |                    | Carlo VI d'Asburgo                            | Eleonora del Palatinato-Neuburg              |  |  |       |  |  |                     |  |  |                        |  |
| Maria Teresa d'Austria           |                    | Carlo VI d'Asburgo                            |                                              |  |  |       |  |  |                     |  |  |                        |  |
|                                  |                    | Elisabetta Cristina di Brunswick-Wolfenbüttel | Luigi Rodolfo di Brunswick-Lüneburg          |  |  |       |  |  |                     |  |  |                        |  |
|                                  |                    | Elisabetta Cristina di Brunswick-Wolfenbüttel | Luigi Rodolfo di Brunswick-Lüneburg          |  |  |       |  |  |                     |  |  |                        |  |
|                                  |                    | Elisabetta Cristina di Brunswick-Wolfenbüttel | Cristina Luisa di Oettingen-Oettingen        |  |  |       |  |  |                     |  |  |                        |  |
|                                  |                    | Elisabetta Cristina di Brunswick-Wolfenbüttel |                                              |  |  |       |  |  |                     |  |  |                        |  |